# Kaiju

Godzilla - con quái thú đầu tiên xuất hiện trên màn ảnh

Kaiju (怪獣, かいじゅ,  Hán-Việt: quái thú) là một chuỗi phim về quái vật - sinh vật khổng lồ hoặc một số bộ phim thảm họa mà tập trung vào một nhóm các nhân vật đấu tranh để sống sót sau các cuộc tấn công của ít nhất một con quái vật hung hãn hoặc các động vật khác, thường có kích cỡ to lớn bất thường.Thuật ngữ kaiju ám chỉ những con quái vật khổng lồ.
Phim thể loại này cũng có thể được liệt vào các thể loại Tokusatsu, kinh dị, hài, kỳ ảo, hoặc khoa học viễn tưởng. Phim quái vật có nguồn gốc từ sự chuyển thể của các tác phẩm văn học và văn hóa dân gian kinh dị. Thông thường, các quái vật trong phim khác với các nhân vật ác truyền thống khác trong đó nhiều quái vật tồn tại do hoàn cảnh vượt ngoài tầm kiểm soát; hành động của chúng không hoàn toàn do chủ động lựa chọn, điều này có khả năng làm cho các quái vật này nhận được sự thông cảm của người xem.
Bộ phim Godzilla năm 1954 thường được coi là bộ phim đầu tiên về kaiju. Các Kaiju thường có phần ẩn dụ trong tự nhiên; chẳng hạn Godzilla, đóng vai trò như một phép ẩn dụ cho vũ khí hạt nhân, phản ánh nỗi sợ hãi của Nhật Bản sau vụ đánh bom nguyên tử ở Hiroshima và Nagasaki. Các ví dụ đáng chú ý khác bao gồm Rodan, Mothra, King Ghidorah,...

## Phát hành

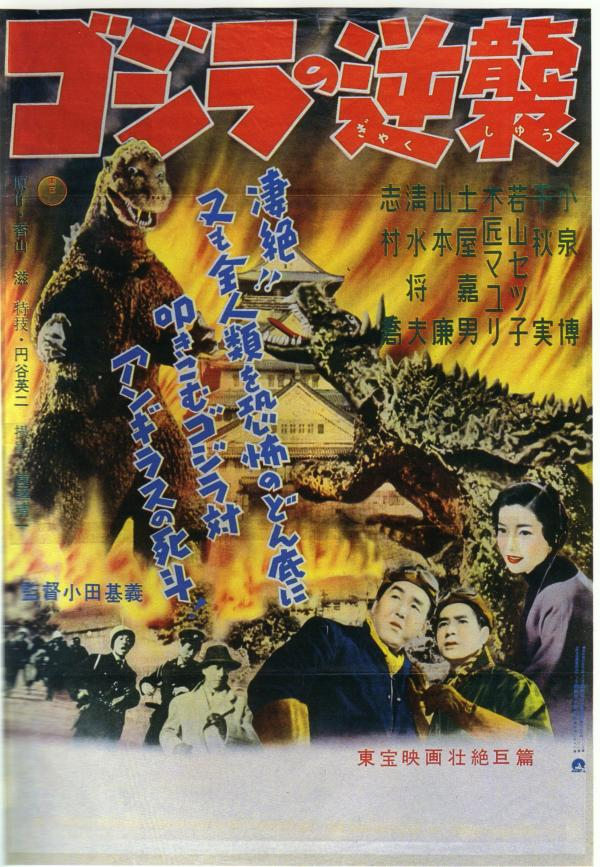
Godzilla và Anguirus from the 1955 film Godzilla Raids Again film. The film was the first to feature two kaiju battling each other. This would go on to become a common theme in kaiju films.

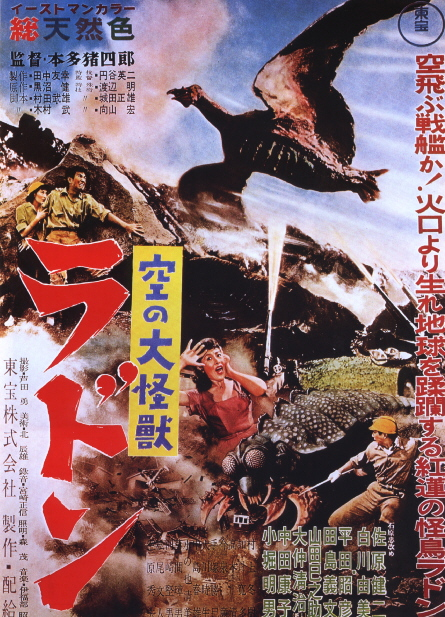
Daikaiju (giant monster) Rodan from the 1956 film Rodan